# 浅利頼平
浅利 頼平（あさり よりひら）は、安土桃山時代の武士。出羽国比内郡の国人・比内浅利氏最後の当主。

## 生涯
比内浅利氏は甲斐源氏庶流で甲斐国八代郡浅利郷に拠った浅利氏の庶流。
浅利勝頼の子として誕生。天正10年（1582年）、父・勝頼が安東愛季に暗殺されて以来、被官として従属していたが、独立心が強く、浅利氏再興を目指す頼平は次第に安東氏からの離脱を画策する。その動きを察知した安東実季は、文禄年間に豊臣秀吉の惣無事令（私闘禁止令）を犯し、比内浅利領に攻め入る。
文禄5年（1596年）2月、安東・浅利合戦の停戦命令が出され、同年4月には紛争の裁定が下る。裁定は頼平の蟄居と共に秋田安東氏の軍役指示に従うとする内容であったが、この紛争は収まりがつかず、中央政権の中で再度くすぶり始める。慶長元年（1596年）12月、片桐且元が仲裁に入るが、翌慶長2年（1597年）9月秋田・浅利紛争はさらに続き、頼平は被害状況を報告する。この紛争を巡り豊臣政権の裁定は、秋田安東氏の肝煎は佐々行政で長束正家・木村重茲が支持、浅利方は浅野長吉が肝煎で前田利家や徳川家康が暗に支持という矢留（停戦）趨勢となる。
紛争解決が膠着している最中の慶長3年（1598年）1月、陳情のため上洛した頼平は突如急死。当主を失った比内浅利氏は事実上瓦解した。秋田安東氏の毒殺説が流れたのに対して、慶長4年（1599年）3月、実季は阿部正勝へ弁明書を提出。それによると天正18年から文禄5年までの浅利氏物成未進分があり、これが紛争の原因であり未解決のうちに頼平は死去したと報告された。